# Тхакали

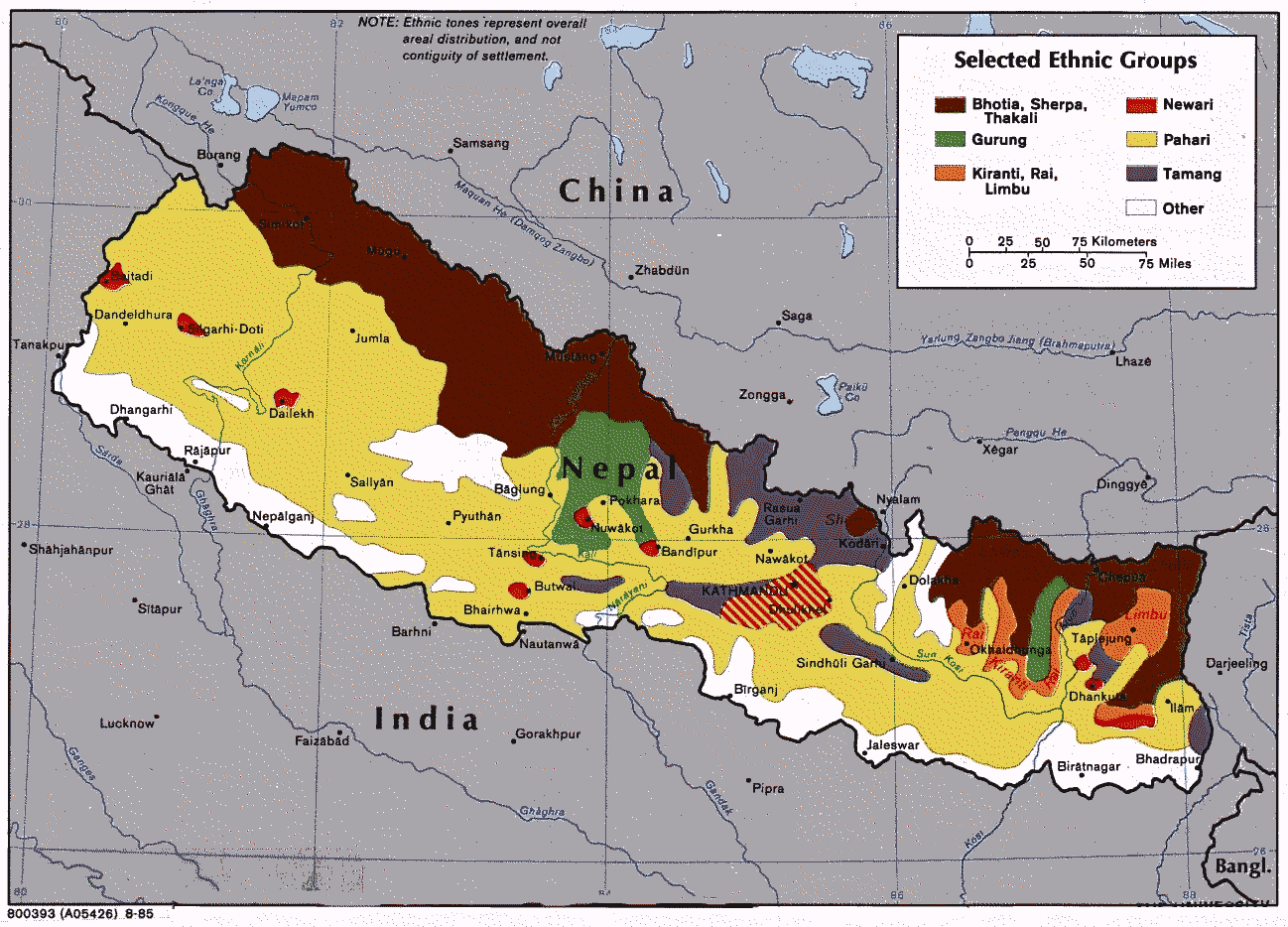
Этническая карта Непала

Тхакали, цхакали (ठुक्लौ) (самоназвание) — народ Непала, говорящий на языке тхакали, принадлежащем к сино-тибетской языковой семье. Используют тибетскую письменность. Основная часть тхакали проживает в районах верховьев реки Кали-Гандаки (долина Тхак-Кхола). Также многочисленные группы представителей данного народа населяют территорию Средних Гималаев Непала. Численность тхакали по данным на конец 1990-х годов составляла 5 тыс. человек.
Тхакали известны как ремесленники и торговцы, и представляют собой, наверное, самый изучаемый народ Непала, за исключением, разве что, шерпа .

## Религия
Основное вероисповедание — индуизм, однако на самом деле религиозные традиции тхакали представляют собой интересную смесь до-буддистских верований (бон), элементов тибетского буддизма (ламаизма) и собственно индуизма.

## История
Среди исследователей существуют различные мнения на счет того, какие народы можно считать наиболее близкими тхакали: бхотия и шерпа или магар и гурунг. По этой причине до сих пор существуют некоторые трудности с установлением более-менее точной датировки прихода тхакали из Тибета: она колеблется от VII—VIII до XVI—XVII веков. К периоду позднего средневековья наивысшее положение занимают тхакали, проживающие в местности Барагаон. жители этой области имели прочные связи с тибетскими монастырями и принадлежали к числу ортодоксальных буддистов-ламаистов. В XVIII веке, когда образуется кхасское государство, тхакали начинают идентифицировать себя уже как носителей индуистской религии, как представителей определенной индуистской касты. В это время они заимствуют многие обычаи, распространенные среди магаров и гурунгов. Постепенно местная эндогамия районов Пачгаоны, Тукче и Барагаон приобретает все большее сходство с кастовой эндогамией. В результате формируются отдельные этносоциальные группы, материальная культура которых довольно сильно различается. По сути, история развития народа тхакали является прекрасным примером тому, как стремление получить некоторые экономические преимущества ведут один народ к культурной дифференциации с другими, изначально родственными ему народами.

## Социальная организация и брак
У тхакали существуют четыре патрилинейных рода: тхун чан (серчан), чхос-ги (ганчан), пхурги (бхатта-чан) и сал-ги (тулачан). Каждый из этих родов, по представлениям тхакали, восходит к одному из четырех мифических предков-братьев.
Заключаемые браки, в большинстве своем, моногамный, патрилокальный.

## Традиционные занятия
В основном занимаются ирригационным и богарным пашенным земледелием. Наиболее распространенные сельскохозяйственные культуры, которые выращивают тхакали: просо, кукуруза, ячмень, гречиха, картофель.
Также занимаются скотоводством (ослы, козы, овцы, быки, мулы, дзо — помесь яка и коровы).
Женщины занимаются преимущественно прядением, ковроделием и ткачеством на горизонтальных станках. В качестве материала обычно используется шерсть и индийский хлопок.

### Торговля
Торговля занимает особенное место в истории тхакали, так как именно она послужила одной из причин широкого расселения тхакали в Непале. Торговля осуществляется в основном между северной и южной частями страны, а также с Тибетом и Индией. Торгуют преимущественно зерновыми, железом, солью и шерстью.

## Быт

### Жилище
Дома-блоки представляют собой тесно примыкающие друг к другу постройки с небольшими внутренними двориками. Высота стен может варьироваться, однако обычно не превышает четырех этажей. Крыши плоские, крыши нижних этажей могут служить хозяйственными дворами. Жилыми являются верхние этажи, в нижних же обычно располагаются хлевы и сараи. В таких домах одновременно живет несколько семей.

### Одежда
Традиционная одежда схожа с традиционной одеждой бхотия и шерпа.

### Пища
Пища также по большей части не отличается от пищи, употребляемой родственными тхакали народами.